# 요시미촌 (야마구치현)
요시미촌(吉見村)은 야마구치현 도요우라군에 설치되었던 촌이다. 현재의 시모노세키시에 해당한다.